# Sidi Abdelmoumen (Marocco)
Sidi Abdelmoumen  (in arabo سيدي عبد المومن‎?) è un centro abitato e comune rurale del Marocco situato nella provincia di Chichaoua, regione di Marrakech-Safi. Conta una popolazione di 9 007 abitanti (censimento 2014).